# Blood (chanson de In This Moment)
Pour les articles homonymes, voir Blood.
Singles de In This Moment
The Promise
(2010) Adrenalize
(2013)
Blood est une chanson du groupe de rock américain In This Moment. Sorti le 12 juin 2012, il s'agit du premier single de son quatrième album studio, Blood.

## Pistes
Toutes les chansons sont écrites et composées par In This Moment, Kevin Churko, Kane Churko.
| 1.   | Blood | 3:27 |
| 3:27 |       |      |

## À propos de la chanson
Blood est une des deux premières chansons écrites pour l'album. Elle a été écrite par les membres du groupe Maria Brink et Chris Howorth avec le producteur de longue date Kevin Churko et son fils Kane. La chanson présente la voix intense de Brink, des guitares lourdes et des éléments électro qui donnent au groupe un nouveau son frais. La chanson a été créée en direct lors du passage du groupe au festival Soundwave, le 2 mars 2012. Une diffusion de la version studio a été créée lors d'une bataille Cage Match sur WWBN le 31 mai 2012. Le single est sorti chez tous les détaillants numériques le 12 juin 2012.

## Clip musical
Le clip a été réalisé par Robert John Kley. Un teaser d'une minute a été publié sur la page Facebook du groupe le 26 juin 2012, tandis que la vidéo est sortie sur Loudwire le 10 juillet  La vidéo reprend un thème de Blanche-Neige avec Maria Brink chantant assise sur un trône entourée de femmes portant des masques blancs. Chaque personnage de la vidéo représente une émotion différente. « La vidéo a pour but de montrer mes différentes facettes. Le côté vulnérable et effrayé. Le côté « conquérir tout » qui donne du pouvoir. Le côté vraiment féminin d'Aphrodite. »

## Musiciens
- Maria Brink – chant principal, piano
- Chris Howorth – guitare, chœurs
- Randy Weitzel - guitare rythmique
- Travis Johnson – basse
- Tom Hane - batterie

## Réception
Le single a culminé a la 9e place des charts Billboard Mainstream Rock et Active Rock, et à la 37Modèle:Eme sur Rock Songs, ce qui en fait le premier single de In This Moment à figurer sur un Billboard. Selon Spencer Kaufman de Loudwire, la chanson est « un morceau passionné à la fois musicalement et lyriquement. »
Blood est également le single le plus vendu de tous les temps pour le label du groupe Century Media. Le 29 mars 2017, le single a été certifié disque d'or par la Recording Industry Association of America (RIAA), avec 500 000 exemplaires écoulés aux États-Unis.

## Charts
| Chart (2012)                      | Position Atteinte |
| --------------------------------- | ----------------- |
| US Rock Songs (Billboard)         | 37                |
| US Mainstream Rock (Billboard)    | 9                 |
| US Active Rock (Billboard)        | 9                 |
| US Rock Airplay (Billboard)       | 26                |
| US Rock Digital Songs (Billboard) | 49                |

## Certifications
| Région                                                                                                 | Certification | Ventes/Streams |
| --- | ------------- | -------------- |
| États-Unis (RIAA)                                                                                      | Or            | 500 000^       |
| *Ventes selon la certification ^Mise en rayon selon la certification xNon précisé par la certification |               |                |